# Eric Brewer
Eric Brewer (* 17. duben 1979 Vernon, Britská Kolumbie, Kanada) je kanadský hokejový obránce, v současnosti bez angažmá. Naposledy hrál v klubu Toronto Maple Leafs v NHL. Nosí číslo 4.

## Klubový hokej
V roce 1997 ho draftoval New York Islanders, kde začínal s NHL. V roce 2000 ho vyměnili do Edmontonu Oilers, kde odehrál pět sezón. 3. srpna 2005 byl vyměněn do St. Louis Blues, opačným směrem putoval Chris Pronger.

## Klubové statistiky
| Sezona      | Klub                 | Soutěž      | Základní část | Základní část | Základní část | Základní část | Základní část | Play off | Play off | Play off | Play off | Play off |
| Sezona      | Klub                 | Soutěž      | Z             | G             | A             | B             | TM            | Z        | G        | A        | B        | TM       |
| ----------- | -------------------- | ----------- | ------------- | ------------- | ------------- | ------------- | ------------- | -------- | -------- | -------- | -------- | -------- |
| 1998‑99     | New York Islanders   | NHL         | 63            | 5             | 6             | 11            | 32            | —        | —        | —        | —        | —        |
| 1999‑00     | New York Islanders   | NHL         | 26            | 0             | 2             | 2             | 20            | —        | —        | —        | —        | —        |
| 1999‑00     | Lowell Lock Monsters | AHL         | 25            | 2             | 2             | 4             | 26            | 7        | 0        | 0        | 0        | 0        |
| 2000/01     | Edmonton Oilers      | NHL         | 77            | 7             | 14            | 21            | 53            | 6        | 1        | 5        | 6        | 2        |
| 2001/02     | Edmonton Oilers      | NHL         | 81            | 7             | 18            | 25            | 45            | —        | —        | —        | —        | —        |
| 2002/03     | Edmonton Oilers      | NHL         | 80            | 8             | 21            | 29            | 45            | 6        | 1        | 3        | 4        |          |
| 2003/04     | Edmonton Oilers      | NHL         | 77            | 7             | 18            | 25            | 67            | —        | —        | —        | —        | —        |
| 2005/06     | St. Louis Blues      | NHL         | 32            | 6             | 3             | 9             | 45            | —        | —        | —        | —        | —        |
| 2006/07     | St. Louis Blues      | NHL         | 82            | 6             | 23            | 29            | 69            | —        | —        | —        | —        | —        |
| 2007/08     | St. Louis Blues      | NHL         | 77            | 1             | 21            | 22            | 91            | —        | —        | —        | —        | —        |
| 2008/09     | St. Louis Blues      | NHL         | 28            | 1             | 5             | 6             | 24            | —        | —        | —        | —        | —        |
| 2009/10     | St. Louis Blues      | NHL         | 59            | 8             | 7             | 15            | 46            | —        | —        | —        | —        | —        |
| 2010/11     | St. Louis Blues      | NHL         | 54            | 8             | 6             | 14            | 57            | —        | —        | —        | —        | —        |
| 2010/11     | Tampa Bay Lightning  | NHL         | 22            | 1             | 1             | 2             | 24            | 18       | 1        | 6        | 7        | 14       |
| 2011/12     | Tampa Bay Lightning  | NHL         | 82            | 1             | 20            | 21            | 49            | —        | —        | —        | —        | —        |
| 2012/13     | Tampa Bay Lightning  | NHL         | 48            | 4             | 8             | 12            | 30            | —        | —        | —        | —        | —        |
| 2013/14     | Tampa Bay Lightning  | NHL         | 77            | 4             | 13            | 17            | 59            | 4        | 0        | 0        | 0        | 0        |
| 2014/15     | Tampa Bay Lightning  | NHL         | 17            | 0             | 4             | 4             | 18            | —        | —        | —        | —        | —        |
| 2014/15     | Anaheim Ducks        | NHL         | 9             | 1             | 1             | 2             | 6             | —        | —        | —        | —        | —        |
| 2014/15     | Toronto Maple Leafs  | NHL         | 18            | 2             | 3             | 5             | 12            | —        | —        | —        | —        | —        |
| NHL celkově | NHL celkově          | NHL celkově | 1009          | 77            | 194           | 271           | 792           | 34       | 3        | 14       | 17       | 22       |

## Reprezentace
Reprezentoval Kanadu na zimní olympiádě v roce 2002 a světovém šampionátu 2007.